# Vecilla de la Vega

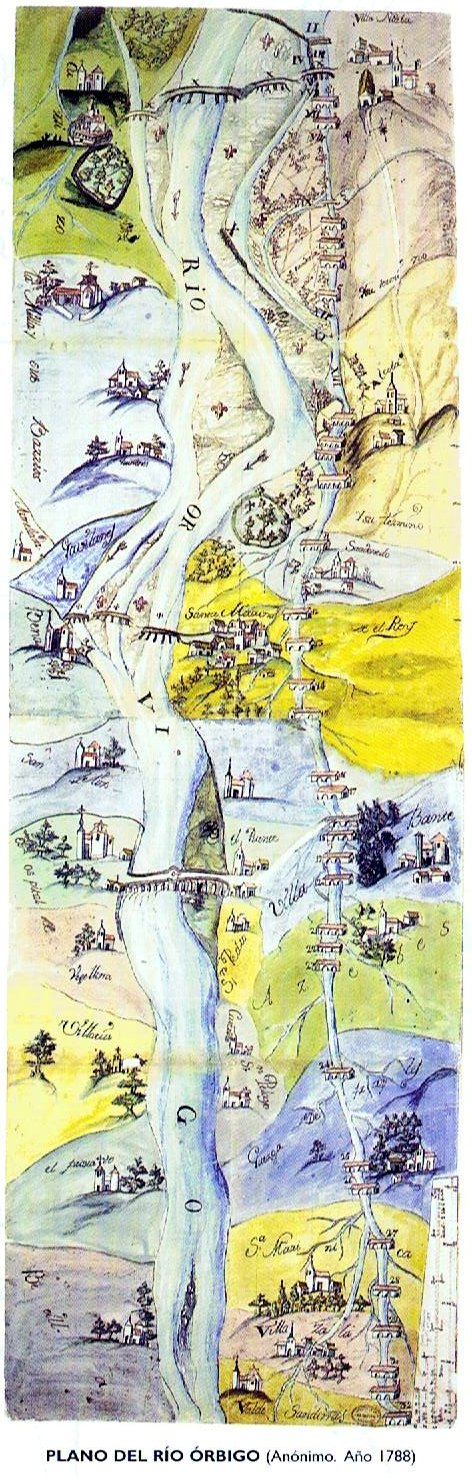

Vecilla de la Vega es una pedanía perteneciente al Ayuntamiento de Soto de la Vega, en la vega del río Órbigo, provincia de León, comunidad autónoma de Castilla y León, en España. Cuenta en 2012 con 84 habitantes censados.
Posee un retablo de los más admirados y destacados conjuntos de barroco leoneses. 

## Historia
El río Orbigo cuyo nombre original es Urbico "de dos aguas" ("Ur" es agua en lengua Astur prerromana, "Bi" es dos en latín, "Co" es una palabra latinizada que significa "de dos aguas") es la fuente de vida a consecuencia de la cual desde la prehistoria se han asentados diferentes especies y por consiguiente el Homo sapiens en nuestro territorio. 
Ya en la Edad del Cobre, se han encontrado yacimientos de hachas muy próximos a Vecilla de la Vega, en concreto en Valdesandinas.
En la Edad de Hierro y fruto de migraciones desde Centro Europa, se asientan en el territorio del noroeste peninsular pueblos celtas estos pueblos se dividen en distintos grupos, siendo el grupo que ocupa la zona del Órbigo el de los astures. La zona de Vecilla de la Vega esta en el territorio de la tribu astur baedunense. Los pueblos celtas utilizaban como modelo de asentamiento los llamados castros.
La llegada de los romanos supone un periodo de guerras Astur-Romanas con una progresiva romanización de las distintas tribus Astures que nunca pierden por completo su identidad.
Con la caída del Imperio romano, se producen incursiones de pueblos germánicos (suevos, visigodos, etc). En la primera etapa la zona de Vecilla de la Vega queda en Territorio Suevo, y después de la Batalla del Órbigo (Aprox. Hinojo) pasa a formar parte del Reino Visigodo.
El Reino Visigodo era una Casta guerrera minoritaria y dominante, estando formado el resto de la ciudadanía por hispanoromanos y astures.
Con la caída del Rey Visigodo Rodrigo, los musulmanes comienzan la dominación de la península ibérica pasando el territorio en el que se encuentra Vecilla de la Vega a formar parte de sus dominios. Con el levantamiento del Visigodo Pelayo apoyado por los astures se forma el Reino Astur que será principio del posterior Reino de León. 
El origen de los asentamientos de poblaciones estables en el territorio del Órbigo y por consiguiente la aparición de topónimos que han llegado a nuestros días, está asociado a la política de repoblación de territorios reconquistados a los musulmanes por los Reyes de León.
En estudio de la Red de Poblamiento de Astorga y su territorio realizado por Cabero (1995), se puede observar que aunque posiblemente ya hubiese algún núcleo de población en Vecilla de la Vega anteriormente, es en el año 975 cuando consta la primera referencia histórica de la existencia de Vecilla.
La segunda referencia histórica es el 2 de octubre de 1220, cuando estando en Toro (Zamora), el rey Alfonso IX hace a la Orden de Alcántara una importante donación en la zona de La Bañeza, el portazgo de San Martín de Torres. El monarca manifiesta "pro remedio animee mee et animarum parentum meorum, in perpetúan elemosinam dedi et concessi magistro et fratribus de Pirario et de Alcantara, in subsidium ipsius castri de Alcantara, recipiatur in istis locis, videlict...in Piraranza et in Tabuyo, in Torneros, in Palacios de Xamuzo, in Cabazos?, in Sancta Maria (Redelga), et in Banieza, in Valcabado, in ruperuelos, in Villastrigo, in Pozolo (del páramo), in Lagunade Negriellos in Sancta Maria del Paramo, in Ponte de Orvego, in Carrizo et in Aarmellada, in Sancta Marina, in Villiela (Vecilla), in Orgatorina (Huerga de Garavalles) et in Requeijo.

## Junta Vecinal y Administración Municipal
Vecilla de la Vega es un pueblo perteneciente al Ayuntamiento de Soto de la Vega, sin embargo como otros pueblos de la provincia de León tiene un órgano autónomo histórico de gestión llamado Junta Vecinal (Pedanía). La Junta Vecinal está regulada por la Administración del Estado y sus miembros se eligen en las elecciones municipales al mismo tiempo que se elige al Alcalde del Ayuntamiento, la Junta consta de Presidente (alcalde pedáneo, actualmente-2016-, don Tirso Sevilla Vecillas), Vicepresidente, Secretario y Tesorero y su función es la de administrar los territorios comunales y sus rentas para beneficio de Vecilla de la Vega.
Los terrenos administrados por la Junta Vecinal de Vecilla de la Vega, no están solo en el Ayuntamiento de Soto de la Vega, sino que también lo están en el Ayuntamiento de Villazala dado que esos terrenos que están en territorio de Villazala históricamente pertenecen a Vecilla de la vega (ver cartografía del catastro)